# Eusebio Robles González
Eusebio Robles González (Zumaia, 11 de juny de 1972) és un polític espanyol del Partit Socialista Obrer Espanyol (PSOE).

## Biografia
Nascut l'11 de juny de 1972 a Zumaia (Guipúscoa), va estudiar a l'IES Luis de Lucena de Guadalajara, on es va formar com a tècnic en delineació, treballant posteriorment per Obras Coman, Intemac i Ferrovial. Es va afiliar al Partit Socialista Obrer Espanyol (PSOE) el 1995. i va exercir de regidor de l'Ajuntament de Guadalajara entre 2007 i 2011.
Vicepresident a nivell provincial del PSOE des de 2011, el 2015 va ser elegit regidor de l'Ajuntament d'Aranzueque i diputat provincial.
Candidat al número 3 de la llista del PSOE per a les eleccions a les Corts de Castella-la Manxa de 2019, va resultar elegit diputat de la x legislatura del parlament regional. Va presentar la renúncia a la seva acta de diputat l'11 de juliol de 2019, per a ser nomenat delegat de la Junta de Comunitats de Castella-la Manxa a Guadalajara.